# Sant Antoni Abat de Mentui
Sant Antoni Abat de Mentui és l'església parroquial del poble de Mentui, de l'antic terme municipal de Montcortès de Pallars, i de l'actual de Baix Pallars, a la comarca del Pallars Sobirà.
Està situada en el mateix poble de Mentui, en el centre d'aquesta petita població.

## Descripció
Petita església d'una sola nau, amb absis semicircular al nord i façana a l'extrem sud, al centre de la qual es troba una senzilla porta d'arc de mig punt i sobre d'aquesta un diminut òcul. Al costat est de la nau s'aixeca el campanar, de secció octogonal, rematat per un xapitell. A l'oest hi ha una petita capella. La nau és coberta amb volta de canó i teulada a dies aigües. Els murs són d'aparell irregular sense desbastar. La façana és en part arrebossada.